# グリムの森
グリムの森（グリムのもり）は栃木県下野市下古山にあるコミュニティ・パーク。グリムの森は下野市が施設を所有しており、一般財団法人グリムの里いしばしが指定管理者になっている。

## 概要
栃木県の旧石橋町はグリム兄弟が生まれたドイツのヘッセン州にあるシュタインブリュッケン村は、地名がシュタイン（石）、ブリュッケン（橋）であることから、1966年（昭和41年）から交流があり、1975年（昭和50年）に姉妹都市となった。旧石橋町では1989年（平成元年）から『グリムの里づくり』をテーマとしたまちづくりを進めており、1996年（平成8年）11月に中核施設となるグリムの森とグリムの館がオープンした。
その後、合併によりシュタインブリュッケン村はディーツヘルツタール、石橋町は下野市となったが、合併後も姉妹都市として交流している。

## 施設

### グリムの館
ドイツのレッチンゲン庁舎をイメージした多目的ホール棟と木組みの家2棟を組み合わせた構造の鉄筋コンクリート一部3階建ての建物。1階には多目的ホール（300人収容）と展示ホール、2階には図書コーナーやカフェがある。

### お菓子の家
2018年開館。建物内にはカフェ「マツガミネコーヒービルヂング」の「103グリムの森店」がある（2020年12月にカフェが閉店したため、新たな運営管理者を募集し、2021年11月に店内を改装して「103グリムの森店」がオープンした）。

### その他の施設
- ものがたりの泉
- 七人の小人の広場
- 黄金のがちょうの泉
- 領主の森
- グリムの広場

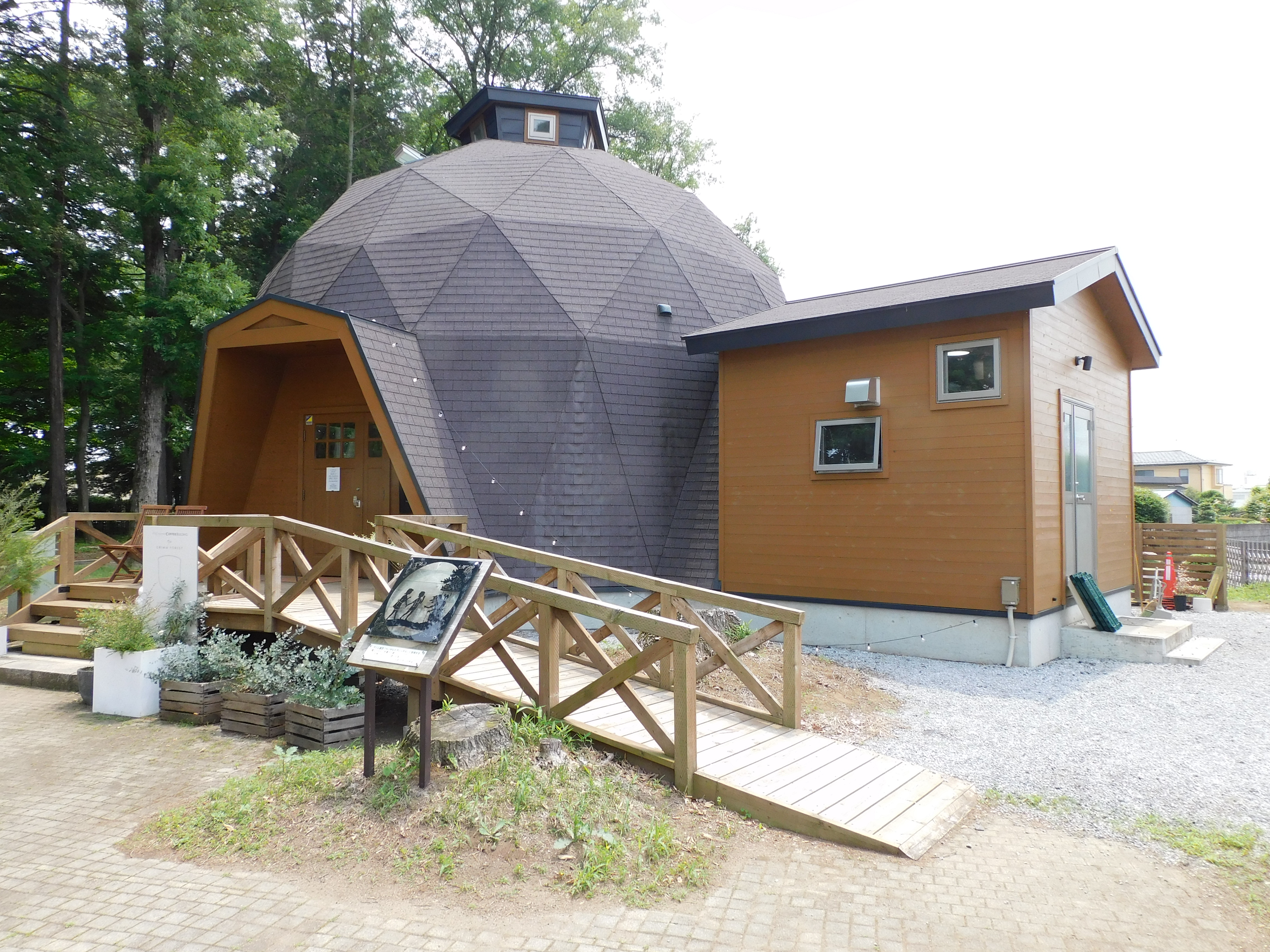
お菓子の家
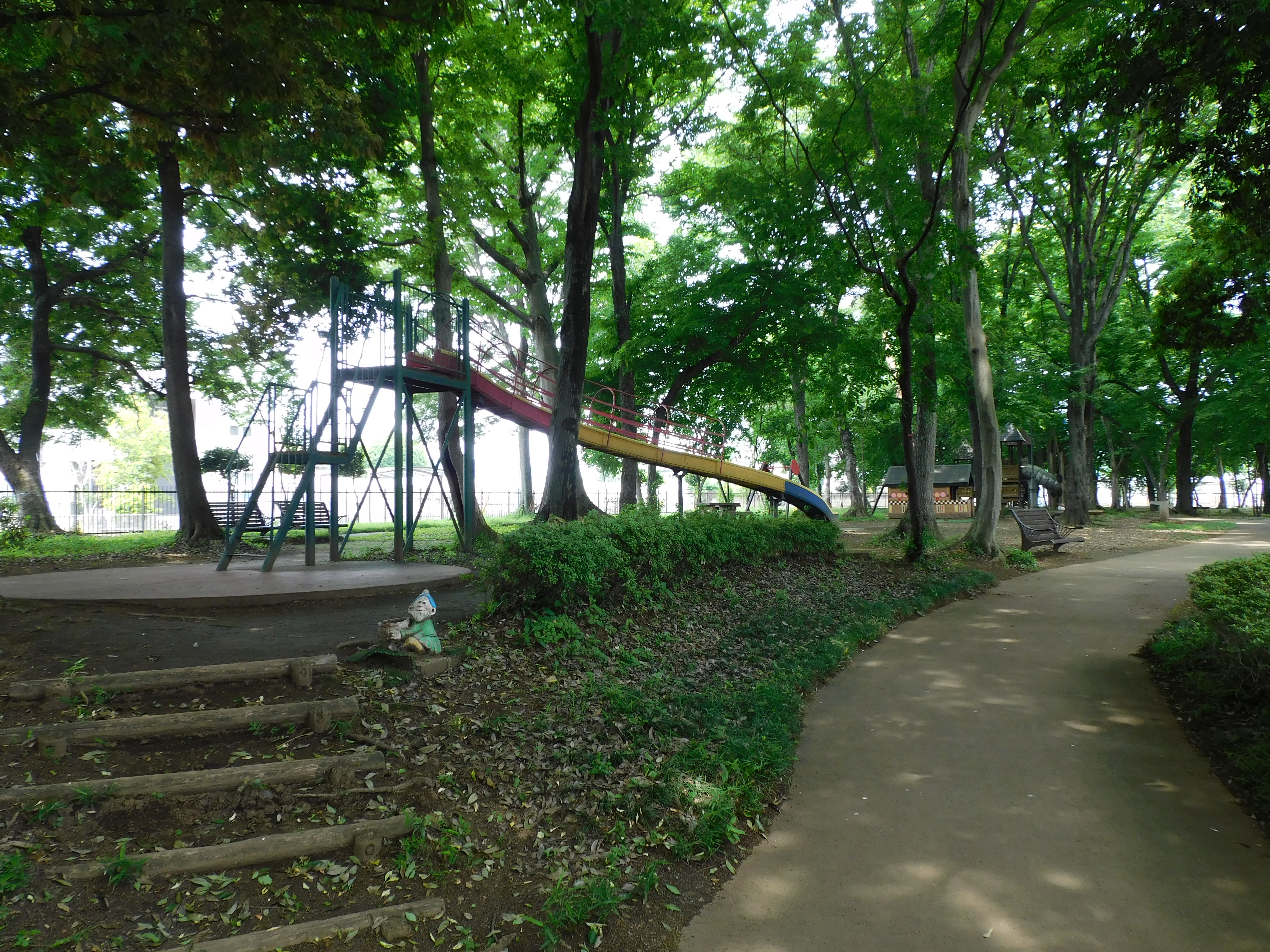
七人の小人の広場
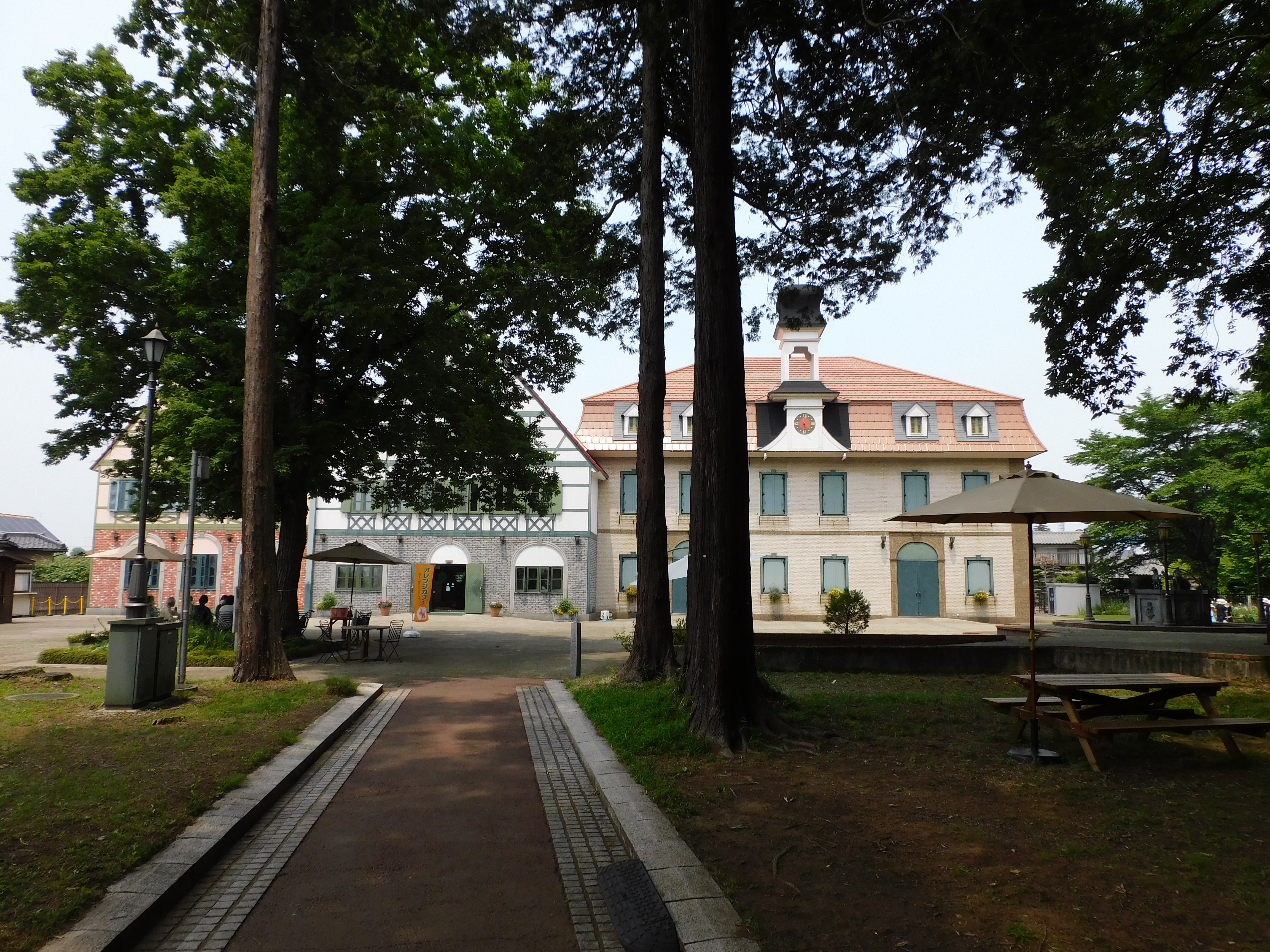
領主の森

## 催事
9月にグリムの森フェスティバルを開催する。アルプホルン演奏や市民らによる「森の音楽会」などの音楽イベント、ドイツビールやドイツ料理を振る舞う「ビールまつり」、下野市特産のかんぴょうを使ったジャンボ海苔巻き作り、コスプレイベント、痛車コンテストなどが開かれる。
冬季にはグリムの森イルミネーションを開催する。童話（おとぎ話）の世界をイメージし、50万球の光で演出する。この時期に合わせて、栃木県立石橋高等学校吹奏楽部によるコンサートや「こどもクリスマスのつどい」が開かれたことがある。

## アクセス
- JR宇都宮線石橋駅から
  - 徒歩25分[3]
  - ゆうがおバス乗車、グリムの森入口バス停下車、徒歩約1分[3]
  - 関東自動車宇都宮方面行き乗車、通古山バス停下車、徒歩約10分[3]
- 北関東自動車道壬生ICから自動車で約15分[3]
- 東北自動車道鹿沼ICまたは栃木ICから自動車で約30分[3]